# Mura di Massa Marittima

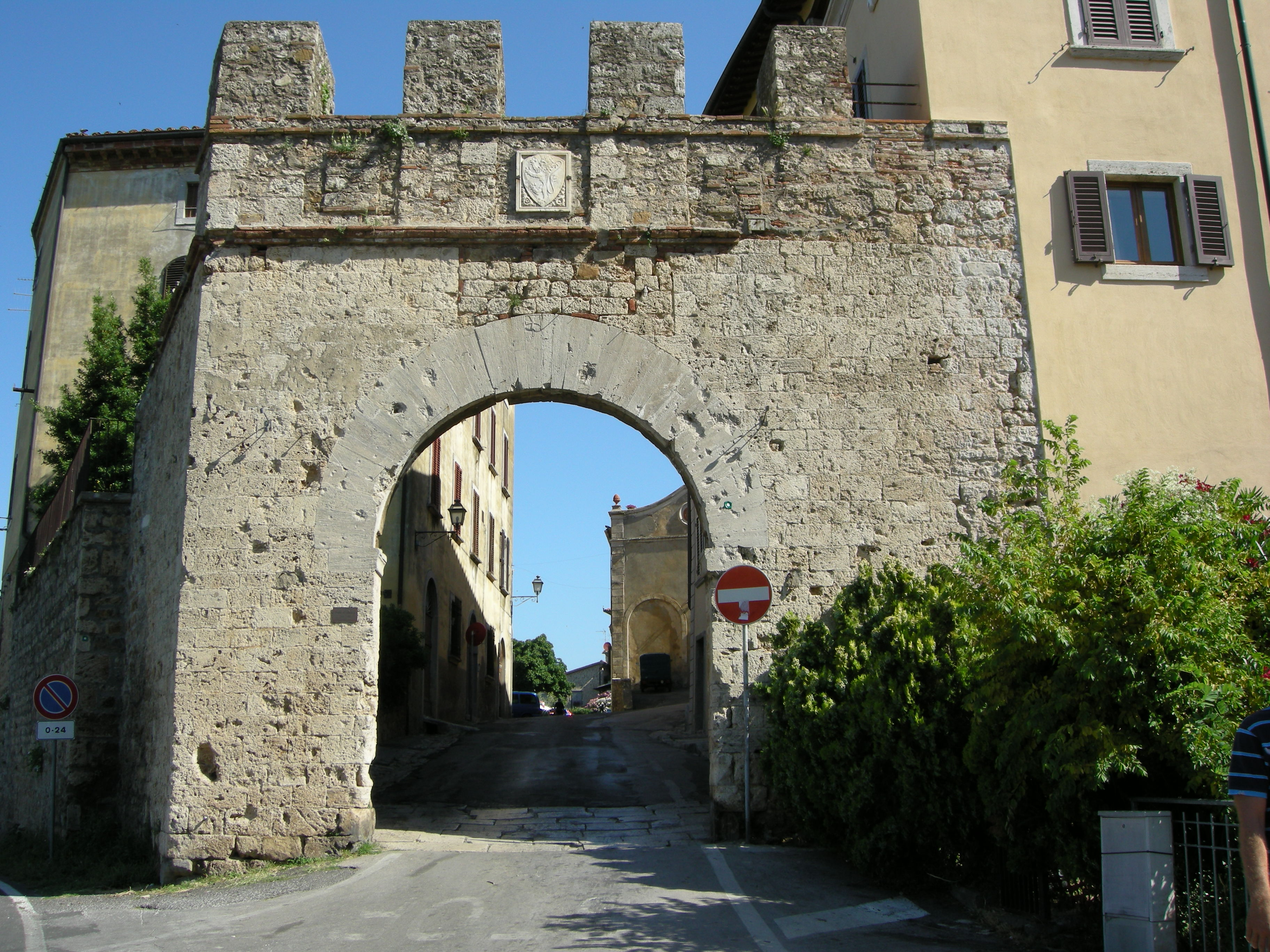
Porta al salnitro (XIII secolo)

Le mura di Massa Marittima costituiscono il sistema difensivo del nucleo storico della città di Massa Marittima.

## Storia
Una prima cinta muraria venne costruita attorno alla Città Vecchia di Massa Marittima durante il XII secolo; già all'epoca, la struttura muraria difensiva era dotata di un sistema di torri di avvistamento e di porte che consentivano l'ingresso e l'uscita dalla Città Vecchia.
Nel corso del Duecento furono effettuati lavori di ampliamento delle originarie mura, in modo che inglobassero le nuove costruzioni che determinavano l'espansione del nucleo storico massetano; ulteriori interventi di ridimensionamento ed ampliamento furono effettuati in varie fasi dai Senesi durante il Trecento, epoca in cui venne realizzato l'imponente complesso del Cassero, che andò ad inglobare preesistenti strutture fortificate nel punto di passaggio dalla Città Vecchia alla Città Nuova.
Nel corso dei secoli successivi, la cerchia muraria è andata incontro ad un parziale degrado, che ha iniziato a verificarsi con il declino della città; tuttavia, a partire dall'Ottocento, la ripresa demografica ha dato impulso al recupero dell'antico sistema difensivo.
Recenti restauri hanno permesso di riportare agli antichi splendori gran parte delle originarie mura medievali.

## Descrizione
Le mura delimitano interamente il nucleo della Città Vecchia e, in modo parziale, quello della Città Nuova.
Nel loro complesso, si presentano sotto forma di cortine murarie in blocchi di pietra, culminanti in alcuni tratti con merlature sommitali o con coronamenti ad archetti ciechi poggianti su mensole. Il principale complesso fortificato che si trova lungo il perimetro è certamente il Cassero Senese, con doppia cortina muraria che include la fortezza ed una torre.
Lungo le mura si aprono ben sette porte, quattro nella Città Vecchia e tre nella Città Nuova; in vari tratti la cinta si presenta a doppia cortina muraria, rinforzata nel suo spessore ove si aprono le doppie porte.